# Giải Leroy P. Steele
Giải Leroy P. Steele là một giải thưởng của Hội Toán học Hoa Kỳ, được trao hàng năm cho các công trình nghiên cứu và bài trình bày xuất sắc trong lãnh vực Toán học ở Hoa Kỳ và được viết bằng tiếng Anh (hay dịch sang tiếng Anh).
Giải được thành lập từ năm 1970 - do một tài sản di tặng của Leroy P. Steele - để vinh danh George David Birkhoff, William Fogg Osgood và William Caspar Graustein. Cách trao giải đã thay đổi trong năm 1976 và năm 1993, nhưng mục đích ban đầu nhằm vinh danh bài viết trình bày cũng như công trình nghiên cứu xuất sắc vẫn được tôn trọng. Khoản tiền giải thưởng là 5.000 dollar Mỹ.
Từ năm 1993, về hình thức, giải được chia thành 3 thể loại.

## Giải Leroy P. Steele cho thành tựu suốt đời
- 2015 Victor Kac
- 2014 Phillip A. Griffiths
- 2013 Yakov G. Sinai
- 2012 Ivo Babuška
- 2011 John Milnor
- 2010 William Fulton
- 2009 Luis Caffarelli
- 2008 George Lusztig
- 2007 Henry P. McKean
- 2006 Frederick W. Gehring, Dennis P. Sullivan
- 2005 Israel M. Gelfand
- 2004 Cathleen Synge Morawetz
- 2003 Ron Graham, Victor Guillemin
- 2002 Michael Artin, Elias Stein
- 2001 Harry Kesten
- 2000 Isadore Singer
- 1999 Richard V. Kadison
- 1998 Nathan Jacobson
- 1997 Ralph S. Phillips
- 1996 Goro Shimura
- 1995 John T. Tate
- 1994 Louis Nirenberg
- 1993 Eugene B. Dynkin

## Giải Leroy P. Steele cho bài trình bày Toán học
- 2015 Robert Lazarsfeld
- 2014 Dmitri Burago, Yuri Burago & Sergei V. Ivanov
- 2013 John Guckenheimer, Philip Holmes
- 2012 Michael Aschbacher, Richard Lyons, Stephen Smith, Ronald Solomon
- 2011 Henryk Iwaniec
- 2010 David Eisenbud
- 2009 Ian G. Macdonald
- 2008 Neil Trudinger
- 2007 David Mumford
- 2006 Lars V. Hörmander
- 2005 Branko Grünbaum
- 2004 John W. Milnor
- 2003 John B. Garnett
- 2002 Yitzhak Katznelson
- 2001 Richard P. Stanley
- 2000 John H. Conway
- 1999 Serge Lang
- 1998 Joseph H. Silverman
- 1997 Anthony W. Knapp
- 1996 Bruce C. Berndt, William Fulton
- 1995 Jean-Pierre Serre
- 1994 Ingrid Daubechies
- 1993 Walter Rudin

## Giải Leroy P. Steele cho đóng góp có ảnh hưởng tới Nghiên cứu Toán học
- 2015 Rostislav Grigorchuk
- 2014 Luis Caffarelli, Robert V. Kohn & Louis Nirenberg
- 2013 Saharon Shelah
- 2012 William Thurston
- 2011 Ingrid Daubechies
- 2010 Robert Griess
- 2009 Richard Hamilton
- 2008 Endre Szemerédi
- 2007 Karen Uhlenbeck
- 2006 Clifford S. Gardner, John M. Greene, Martin D. Kruskal, Robert M. Miura
- 2005 Robert P. Langlands
- 2004 Lawrence C. Evans và Nicolai V. Krylov
- 2003 Ronald Jensen và Michael Morley
- 2002 Mark Goresky và Robert MacPherson
- 2001 Leslie F. Greengard và Vladimir Rokhlin
- 2000 Barry Mazur
- 1999 Michael G. Crandall, John F. Nash
- 1998 Herbert Wilf và Doron Zeilberger
- 1997 Mikhail Gromov
- 1996 Daniel Stroock và S. R. Srinivasa Varadhan
- 1995 Edward Nelson
- 1994 Louis de Branges
- 1993 George Daniel Mostow

## Giải Leroy P. Steele trước năm 1993 (khi chưa tách thành 3 thể loại)
- 1992 Jacques Dixmier cho tác phẩm "Algèbres de von Neumann", Gauthier-Villars, Paris (1957); C*-Algebras (Les C*-Algèbres et leurs Representations), Gauthier-Villars, Paris (1964); và tác phẩm "Algèbres Enveloppantes", Gauthier-Villars, Paris (1974).
- 1992 James Glimm cho tác phẩm "Solution in the large for nonlinear hyperboic systems of conservation laws, Communications on Pure and Applied Mathematics, XVIII" (1965), các trang 697–715.
- 1992: Peter D. Lax for his numerous and fundamental contributions to "theory and applications of linear and nonlinear partial differential equations and functional analysis", for his leadership in the development of computational and applied mathematics, and for his extraordinary impact as a teacher.
- 1991: Jean-François Treves for Pseudodifferential and Fourier Integral Operators, Volumes 1 and 2 (Plenum Press, 1980).
- 1991 Eugenio Calabi for his fundamental work on global differential geometry, especially complex differential geometry.
- 1991 Armand Borel for his extensive contributions in geometry và topology, the theory of Lie groups, their lattices and representations and the theory of automorphic forms, the theory of algebraic groups and their representations and extensive organizational and educational efforts to develop and disseminate modern
- 1990 R. D. Richtmyer for his book Difference Methods for Initial-Value Problems (Interscience, 1st Edition 1957 and 2nd Edition, with K. Morton, 1967).
- 1990 Bertram Kostant for his paper, On the existence and irreducibility of certain series of representations, Lie Groups and their Representations (1975), các trang 231–329.
- 1990 Raoul Bott for having been instrumental in changing the face of geometry and topology, with his incisive contributions to characteristic classes, K-theory, index theory, and many other tools of modern mathematics.
- 1989 Daniel Gorenstein for his book Finite Simple Groups, An Introduction to their Classification (Plenum Press, 1982); and his two survey articles The Classification of Finite Simple Groups and Classifying the Finite Simple Groups, Bulletin of the American Mathematical Society, volume 1 (1979) các trang 43–199, and volume 14 (1986) các trang 1–98, respectively.
- 1989 Alberto Calderón for his paper Uniqueness in the Cauchy Problem for Partial Differential Equations, American Journal ofMathematics, volume 80 (1958), các trang 16–36.
- 1989 Irving Kaplansky for his lasting impact on mathematics, particularly mathematics in America. By his energetic example, his enthusiastic exposition, and his overall generosity, he has made striking changes in mathematics and has inspired generations of younger mathematicians.
- 1988 Sigurdur Helgason for his books Differential Geometry and Symmetric Spaces (Academic Press, 1962), Differential Geometry, Lie Groups, and Symmetric Spaces (Academic Press, 1978); and Groups and Geometric Analysis (Academic Press, 1984).
- 1988 Gian-Carlo Rota for his paper On the foundations of combinatorial theory, I. Theory of Möbius functions, Zeitschrift für Wahrscheinlichkeitstheorie und Verwandte Gebiete, volume 2 (1964), các trang 340–368.
- 1988 Deane Montgomery for his lasting impact on mathematics, particularly mathematics in America. He is one of the founders of the modern theory of transformation groups and is particularly known for his contributions to the solution of Hilbert's fifth problem.
- 1987 Martin Gardner for his many books and articles on mathematics and particularly for his column "Mathematical Games" in Scientific American.
- 1987 Herbert Federer và Wendell Fleming for their pioneering paper, Normal and integral currents, Annals of Mathematics, volume 72 (1960), các trang 458–520.
- 1987 Samuel Eilenberg for his fundamental contributions to topology and algebra, in particular for his classic papers on singular homology and his work on axiomatic homology theory which had a profound influence on the development of algebraic topology.
- 1986 Donald E. Knuth for his expository work, The Art of Computer Programming, 3 Volumes (1st Edition 1968, 2nd Edition 1973).
- 1986 Rudolf E. Kálmán for his two fundamental papers: A new approach to linear filtering and prediction problems, Journal of Basic Engineering, volume 82, (1960), các trang 35–45; and Mathematical description of linear dynamical systems, SIAM Journal on Control and Optimization, volume 1 (1963), các trang 152–192; and for his contribution to a third paper, (with R. S. Bucy) New results in linear filtering and prediction theory, Journal of Basic Engineering, volume 83D (1961), các trang 95–108.
- 1986 Saunders Mac Lane for his many contributions to algebra and algebraic topology, and in particular for his pioneering work in homological and categorical algebra.
- 1985 Michael Spivak for his five-volume set, "A Comprehensive Introduction to Differential Geometry" (second edition, Publish or Perish, 1979).
- 1985 Robert Steinberg for three papers on various aspects of the theory of algebraic groups: Representations of algebraic groups, Nagoya Mathematical Journal, volume 22 (1963), các trang 33–56; Regular elements of semisimple algebraic groups, Institut des Hautes Études Scientifiques, Publications Mathématiques, volume 25 (1965), các trang 49–80; and Endomorphisms of linear algebraic groups, Memoirs of the American Mathematical Society, volume 80 (1968).
- 1985 Hassler Whitney for his fundamental work on geometric problems, particularly in the general theory of manifolds, in the study of differentiable functions on closed sets, in geometric integration theory, and in the geometry of the tangents to a singular analytic space.
- 1984 Elias M. Stein for his book, Singular integrals and the differentiability properties of functions, Princeton University Press (1970).
- 1984 Lennart Carleson for his papers: An interpolation problem for bounded analytic functions, American Journal of Mathematics, volume 80 (1958), các trang 921–930; Interpolation by bounded analytic functions and the Corona problem, Annals of Mathematics (2), volume 76 (1962), các trang 547–559; and On convergence and growth of partial sums of Fourier series, Acta Mathematica volume 116 (1966), các trang 135–157.
- 1984 Joseph L. Doob for his fundamental work in establishing probability as a branch of mathematics and for his continuing profound influence on its development.
- 1983 Paul R. Halmos for his many graduate texts in mathematics and for his articles on how to write, talk and publish mathematics.
- 1983 Stephen Cole Kleene for three important papers which formed the basis for later developments in generalized recursion theory and descriptive set theory: Arithmetical predicates and function quantifiers, Transactions of the American Mathematical Society 79 (1955), các trang 312–340; On the forms of the predicates in the theory of constructive ordinals (second paper), American Journal of Mathematics 77 (1955), các trang 405–428; and Hierarchies of number-theoretic predicates, Bulletin of the American Mathematical Society 61 (1955), các trang 193–213.
- 1983 Shiing-Shen Chern for the cumulative influence of his total mathematical work, high level of research over a period of time, particular influence on the development of the field of differential geometry, and influence on mathematics through Ph.D. students.
- 1982 Lars Ahlfors for his expository work in Complex analysis (McGraw–Hill Book Company, New York, 1953), and in Lectures on quasiconformal mappings (D. Van Nostrand Co., Inc., New York, 1966) and Conformal invariants (McGraw–Hill Book Company, New York, 1973).
- 1982 Tsit Yuen Lam for his expository work in his book Algebraic theory of quadratic forms (1973), and four of his papers: K_0 and K_1-an introduction to algebraic K-theory (1975), Ten lectures on quadratic forms over fields (1977), Serre's conjecture (1978), and The theory of ordered fields (1980).
- 1982 John W. Milnor for a paper of fundamental and lasting importance, On manifolds homeomorphic to the 7-sphere, Annals of Mathematics (2) 64 (1956), các trang 399–405.
- 1982 Fritz John for the cumulative influence of his total mathematical work, high level of research over a period of time, particular influence on the development of a field, and influence on mathematics through Ph.D. students.
- 1981 Oscar Zariski for his work in algebraic geometry, especially his fundamental contributions to the algebraic foundations of this subject.
- 1981 Eberhard Hopf for three papers of fundamental and lasting importance: Abzweigung einer periodischen Lösung von einer stationären Lösung eines Differential systems, Berichte über die Verhandlungen der Sächsischen Akademie der Wissenschaften zu Leipzig. Mathematisch-Naturwissenschaftliche Klasse, volume 95 (1943), các trang 3–22; A mathematical example displaying features of turbulence, Communications on Applied Mathematics, volume 1 (1948), các trang 303–322; and The partial differential equation u_t + uu_x = u_{xx}, Communications on Pure and Applied Mathematics, volume 3 (1950), các trang 201–230.
- 1981 Nelson Dunford, Jacob T. Schwartz for their expository book, Linear operators, Part I, General theory, 1958; Part II, Spectral theory, 1963; Part III, Spectral operators, 1971, Interscience Publishers, New York.
- 1980 André Weil for the total effect of his work on the general course of twentieth century mathematics, especially in the many areas in which he has made fundamental contributions.
- 1980 Harold M. Edwards for mathematical exposition in his books Riemann's zeta function, Pure and Applied Mathematics, number 58, Academic Press, New York and London, 1974; and Fermat's last theorem, Graduate Texts in Mathematics, number 50, Springer-Verlag, New York and Berlin, 1977.
- 1980 Gerhard Hochschild for his significant work in homological algebra and its applications.
- 1979 Antoni Zygmund for his cumulative influence on the theory of Fourier series, real variables, and related areas of analysis.
- 1979 Robin Hartshorne for his expository research article Equivalence relations on algebraic cycles and subvarieties of small codimension, Proceedings of Symposia in Pure Mathematics, volume 29, American Mathematical Society, 1975, các trang 129–164; and his book Algebraic geometry, Springer-Verlag, Berlin and New York, 1977.
- 1979 Joseph J. Kohn for his fundamental paper: Harmonic integrals on strongly convex domains. I, II, Annals of Mathematics, Series 2, volume 78 (1963), các trang 112–248 and volume 79 (1964), các trang 450–472.
- 1979 Salomon Bochner for his cumulative influence on the fields of probability theory, Fourier analysis, several complex variables, and differential geometry.
- 1979 Hans Lewy for three fundamental papers: On the local character of the solutions of an atypical linear differential equation in three variables and a related theorem for regular functions of two complex variables, Annals of Mathematics, Series 2, volume 64 (1956), các trang 514–522; An example of a smooth linear partial differential equation without solution, Annals of Mathematics, Series 2, volume 66 (1957), các trang 155–158; On hulls of holomorphy, Communications in Pure and Applied Mathematics, volume 13 (1960), các trang 587–591.
- 1978 Không trao giải
- 1977 Không trao giải
- 1976 Không trao giải
- 1975 George W. Mackey for his paper, Ergodic theory and its significance for statistical mechanics and probability theory, Advances in Mathematics, volume 12 (1974), các trang 178–286.
- 1975 H. Blaine Lawson for his paper, Foliations, Bulletin of the American Mathematical Society, volume 80 (1974), các trang 369–418.
- 1975 Lipman Bers for his paper, Uniformization, moduli, and Kleinian groups, Bulletin of the London Mathematical Society, volume 4 (1972), các trang 257–300.
- 1975 Martin Davis for his paper, Hilbert's tenth problem is unsolvable, American Mathematical Monthly, volume 80 (1973), các trang 233–269.
- 1975 Joseph L. Taylor for his paper, Measure algebras, CBMS Regional Conference Series in Mathematics, Number 16, American Mathematical Society, 1972.
- 1972 Edward B. Curtis for his paper, Simplicial homotopy theory, Advances in Mathematics, volume 6 (1971), các trang 107–209.
- 1972 William J. Ellison for his paper, Waring's problem, American Mathematical Monthly, volume 78 (1971), các trang 10–36.
- 1972 Lawrence E. Payne for his paper, Isoperimetric inequalities and their applications, SIAM Review, volume 9 (1967), các trang 453–488.[1]
- 1972 Dana S. Scott for his paper, A proof of the independence of the continuum hypothesis, Mathematical Systems Theory, volume 1 (1967), các trang 89–111.
- 1971 James B. Carrell for his paper, written jointly with Jean Dieudonné, Invariant theory, old and new, Advances in Mathematics, volume 4 (1970), các trang 1–80.
- 1971 Jean Dieudonné for his paper, Algebraic geometry, Advances in Mathematics, volume 3 (1969), các trang 223–321, and for his paper, written jointly with James B. Carrell, Invariant theory, old and new, Advances in Mathematics, volume 4 (1970), các trang 1–80.
- 1971 Phillip A. Griffiths for his paper, Periods of integrals on algebraic manifolds, Bulletin of the American Mathematical Society, volume 76 (1970), các trang 228–296.
- 1970 Solomon Lefschetz for his paper, A page of mathematical autobiography, Bulletin of the American Mathematical Society,volume 74 (1968), các trang 854–879.